# Рокета Алта (Изернија)
Рокета Алта је насеље у Италији у округу Изернија, региону Молизе.
Према процени из 2011. у насељу је живело 75 становника. Насеље се налази на надморској висини од 650 м.